# أيه بي إف تي في فن
أيه بي إف تي في فن (بالإنجليزية: APF TV Fun) هو مجموعة من وحدات العاب ظهرت في اليابان في 1976.